# 宣化县
40°36′05.21″N 115°03′18.73″E / 40.6014472°N 115.0552028°E
宣化县曾是张家口市下辖的一个县在河北省张家口市东郊、洋河流域。面积2095平方千米，人口30万。县政府驻：张家口市宣化区东马道14号。
汉朝时为广宁县地，唐朝时设置文德县，金朝时改为宣德县，清朝时改为宣化县，取“宣扬教化”之意而名。1949年改县设市，1955年撤消，并入张家口市，为宣化区。1960年复设市，1963年又撤消。2016年，撤销宣化县，并入张家口市宣化区。

## 行政区划
宣化县辖9个镇、5个乡。
天泰寺街道、皇城街道、南关街道、南大街街道、大北街街道、工业街街道、建国街街道、庞家堡镇、深井镇、崞村镇、洋河南镇、贾家营镇、顾家营镇、赵川镇、江家屯镇、河子西镇、侯家庙镇、春光乡、李家堡乡、王家湾乡和塔儿村乡。

## 交通
- 京包铁路经过境内。
- 112国道过境。

## 经济
- 农产品有谷子、高粱、马铃薯等。特产以宣化牛奶葡萄著名。
- 矿产有铁、煤、金等。
- 工业有轻纺、冶金、机械、化学、建材等。

## 名胜
名胜古迹有清远楼与镇朔楼等。